# Горпина (персонаж)

Руслана Писанка в роли Горпины в фильме «Огнём и мечом» (1999)

Горпина (пол. Horpyna) — персонаж романа Генрика Сенкевича «Огнём и мечом». В экранизации Ежи Гофмана роль Горпины сыграла украинская актриса Руслана Писанка.
Сестра казачьего полковника Донца и подруга Богуна. Известна как ведьма, проживающая в Чарцим Яре (Глубоком Яре) (сегодня Валя-Адынкэ Приднестровская Молдавская Республика).
По описанию Сенкевича, это была здоровенная девица, гадающая на мельничном круге. После взятия Бара вместе со служившим ей карликом взяла на себя заботы о прекрасной княжне Елене Курцевич. Предсказала Богуну свадьбу с княжной и гетманскую должность, а также предостерегла его от Маленького рыцаря (Михала Володыёвского)
и таинственного предателя, которым стал Редзян. Ей предвиделись ужасы, вызванные восстанием Хмельницкого. Была застрелена шляхтичем Редзяном, который обманом заставил её довериться ему, и освободившим Елену.